# Земо-Бролосани
Земо-Бролосани (груз. ზემო ბროლოსანი) — село в Грузии. Находится в Хашурском муниципалитете края Шида-Картли. Высота над уровнем моря составляет 895 метров. Население — 97 человек (2014).